# Dietrich Mende
Dietrich Erich Mende (* 15. April 1899 in Guben; † 1990) war ein deutscher Journalist, Publizist und Ministerialbeamter.

## Leben
Als Sohn des Richters Albert Mende und dessen Ehefrau Dora Lesser nahm er sein Studium auf, das ihn an die TH Berlin, nach Heidelberg, München und Würzburg führte. Seine Studien schloss er mit der Promotion ab. In Harburg leitete er von 1925 bis 1928 das Presseamt. 
Von 1928 bis 1929 gab er die Zeitschrift Die Hilfe heraus. Danach nahm er ab 1929 eine Tätigkeit im preußischen Finanzministerium auf. Dabei stand er auch als Referent dem Finanzminister Hermann Höpker-Aschoff zur Seite. Im Jahre 1930 wurde er zum Oberfinanzrat befördert. Auch hier arbeitete er eine Zeit lang als Pressereferent.
Im August 1933 verließ er das Ministerium und ging zur preußischen Bau- und Finanzdirektion. Den Staatsdienst quittierte er 1935 und reiste zu einem Studienaufenthalt nach Italien, wo er sich noch 1936 aufhielt. In den Jahren 1936 und 1937 ging er in Berlin einer Tätigkeit im Untergrund gegen das NS-Regime nach, um dann im gleichen Jahr nach England ins Exil zu gehen.
In England betätigte er sich mit Veröffentlichungen und nahm 1942 eine Beschäftigung beim britischen Informationsministeriums auf. Als Chefredakteur der Wochenzeitschrift Die Zeitung, die sich an deutsche Emigranten richtete, arbeitete er zusammen mit Sebastian Haffner und Johannes Lothar. Die Zeitung sollte auch ein Instrument gegen die Propaganda des NS-Regimes sein.
Von 1946 bis 1951 betätigte er sich als wissenschaftlicher Mitarbeiter im britischen Außenministerium. Dann ging er nach Frankfurt am Main zurück, wo er mit anderen 1952 das Institut für Europäische Politik und Wirtschaft gründete. Ab 1. Oktober 1955 wirkte er als Sekretär bei der Deutschen Gesellschaft für Auswärtige Politik (DGAP) und war Herausgeber der Jahrbücher Die internationale Politik. 
Im Jahre 1976 wohnte er in Lamberhurst in der englischen Grafschaft Kent. Seit 1942 war er mit Wendy James verheiratet. 

## Schriften
- Reichsgedanke oder Kleinstaaterei. Baerer, Harburg 1926.
- Politik und Wirtschaft im Kampf um das Unterelbegebiet, 3 Bde. Masch.-schrift 1925. * Internationale Beziehungen als Forschungsgegenstand. In: Europa-Archiv, Jahrgang X., 22/1955, S. 8375–8380.
- Soviet Policy and the German Problem. In: The World Today, XV. (Juli 1959), S. 272.
- Großbritannien mit Gerhard Ritter. München (1960 ?).
- Kulturkonservatismus und konservative Erneuerungsbestrebungen. In: Hans Thierbach (Hrsg.): Adolf Grabowsky - Leben und Werk. Köln 1963.
- Six weeks in America. Frankfurt 1954.